# Maibara
Maibara (Japans: 米原市, Maibara-shi) is een havenstad aan het Biwameer in de prefectuur Shiga in Japan. De oppervlakte van de stad is 250,46 km² en begin 2009 had de stad circa 40.500 inwoners.
Het bergachtige oosten van de stad grenst aan de prefectuur Gifu. In het noordoosten ligt de berg Ibuki, een van de "beroemdste 100 bergen van Japan". De rivieren Anegawa en Amanogawa monden uit in het Biwameer. Zo'n 70% van het gebied van de stad is bos.
Maibara is bekend door het Maibara-rundvlees.

## Geschiedenis
In de Edoperiode lagen de halteplaatsen Kashiwabara, Samegai en Banba van de hoofdweg Nakasendo in het hedendaagse Maibara.
Op 15 november 1923 werd het dorp Irie (入江村, Irie-mura) een gemeente en deze hernoemde zichzelf tot Maihara (米原町, Maihara-chō). Op 1 september 1956 werden de dorpen Okisato (息郷村, Okisato-mura) en Samegai (醒井村, Samegai-mura) aan de gemeente toegevoegd.
Maihara werd op 14 februari 2005 erkend als stad (shi) na de samenvoeging van de gelijknamige gemeente met de gemeentes Santo (山東町, Santō-chō) en Ibuki (伊吹町, Ibuki-chō). Op 1 oktober 2005 werd de gemeente Omi (近江町, Ōmi-chō) bij Maibara gevoegd

## Bezienswaardigheden
- Ibuki (伊吹山, Ibuki-yama), met 1.377,4m de hoogste berg in Shiga. In de winter een skigebied, in de zomer een gebied voor wandelaars. De top is bereikbaar met een kabelbaan en skilift
- De Samegai-forelkwekerij, de grootste in Azië en al meer dan een eeuw oud. Er kan op forel gevist worden en er zijn visrestaurants.
- Restanten van de Nakasendo-haltes.
- Tempels en heiligdommen zoals Seigan-ji (青岸寺) en de Yamatsuteru-jinja (山津照神社)
- In de Amanogawa komen in juni glimwormen voor. Een deel van de rivier is hiertoe beschermd gebied.
- Begin oktober is het Maibara-Hikiyama-festival waarbij kleine toneeltjes worden rondgedragen waarop kinderen kabuki opvoeren.

## Verkeer
Maibara ligt aan de Tokaido-hoofdlijn van de West Japan Railway Company/Central Japan Railway Company (grensstation tussen de bedieningsgebieden van deze twee maatschappijen), de Tokaido Shinkansen van de Central Japan Railway Company, de Hokuriku-hoofdlijn van de West Japan Railway Company en aan de Hoofdlijn van de Ōmi Spoorwegen.
Maibara ligt aan de Hokuriku-autosnelweg, de Meishin-autosnelweg en aan de autowegen 8, 21 en 365.

## Aangrenzende steden
- Nagahama
- Hikone
- Ogaki

## Geboren in Maibara
- Hiro Yamagata (山形 博導, Yamagata Hiromichi), schilder en laser-kunstenaar
- Misa Uehara (上原美佐, Uehara Misa), actrice
- Nami Miyazaki (宮崎 奈美, Miyazaki Nami), hockeyspeler